# Moúresi
Moúresi, en grec moderne : Μούρεσι, est un ancien dème du district régional de Magnésie, en Thessalie, Grèce. Depuis 2010, il est fusionné au sein du dème de Zagorá-Mourési.
Selon le recensement de 2011, la population du dème compte 4 750 habitants tandis que celle du village compte 485 habitants.